# Christopher Nelson
Christopher Nelson é um maquiador estadunidense. Recebeu o Oscar de melhor maquiagem e penteados na edição de 2017 pelo filme Suicide Squad. Seu trabalho também recebeu destaque em Kill Bill e Pirates of the Caribbean: The Curse of the Black Pearl.